# (2653) Principia
(2653) Principia (1964 VP) – planetoida z pasa głównego asteroid okrążająca Słońce w ciągu 3,82 lat w średniej odległości 2,44 j.a. Odkryta 4 listopada 1964 roku.